# Carrizal Alto (Perú)
Carrizal Alto es un caserío peruano ubicado en el distrito de Ayabaca, perteneciente a la provincia homónima del departamento de Piura, al norte del Perú. 

## Ubicación
Carrizal Alto se ubica al este de la provincia de Ayabaca, en el distrito de Ayabaca, en el departamento de Piura.

## Demografía
En 2017 Carrizal Alto tenía una población de 303 habitantes.
| Gráfica de evolución demográfica de Carrizal Alto entre 1993 y 2017 |
|                                                                     |
| Fuentes: Población 1993 (junto con Carrizal Bajo) y 2017            |